# Челинташ
Челинташ (Чулекташ, Шулекташ) — река в России, протекает по Онгудайскому району Республики Алтай. Устье реки находится в 42 км от устья реки Кадрин по левому берегу. Длина реки составляет 32 км.

## Притоки
- Нижняя Арамза (лв)
- Арамза (лв)
- Малая Джираля (лв)
- Джираля (лв)

## Данные водного реестра
По данным государственного водного реестра России относится к Верхнеобскому бассейновому округу, водохозяйственный участок реки — Катунь, речной подбассейн реки — Бия и Катунь. Речной бассейн реки — (Верхняя) Обь до впадения Иртыша.